# Nam-myeon, Hongcheon-gun
Nam-myeon (koreanska: 남면) är en socken i den norra delen av Sydkorea, 70 km öster om huvudstaden Seoul. Den ligger i kommunen Hongcheon-gun i provinsen Gangwon. 